# Бушахри, Джанан
Джанан Мохсен Рамадан Бушахри (араб. جنان محسن حسن رمضان بوشهري‎; род. 1973) — кувейтский политический и государственный деятель. Одна из первых двух женщин, баллотировавшихся на выборах в Кувейте. Депутат Национального собрания Кувейта в 2022—2023 годах и с 2023 года, единственная женщина, избранная на досрочных выборах 6 июня 2023 года. В прошлом — министр общественных работ (2018—2019), государственный министр по жилищным вопросам (2017—2019), государственный министр по вопросам услуг (2017—2018).

## Биография
Родилась в 1973 году в Кувейте.
В 1996 году окончила Колледж инженерии и нефти Кувейтского университета по специальности химический инжиниринг. В 2000 году там же получила степень магистра технических наук. В 2015 году в Университете Айн-Шамс в Каире, столице Египта получила докторскую степень.

## Политическая карьера
До мая 2005 года кувейтские женщины не имели права избирать и быть избранными. 16 мая 2005 года Национальное собрание предоставило женщинам право избирать и быть избранными в той степени, в которой это не противоречит шариату, однако женщинам запретили участвовать в муниципальных выборах, назначенных на июнь 2005 года. В апреле 2006 года Джанан Бушахри и Халеда аль-Ходр баллотировались на дополнительных выборах в Муниципальный совет в городе Эс-Салимия, став первыми кувейтянками, которые участвуют в выборах.
После муниципальных выборов 2009 года назначена членом Муниципального совета в качестве одного из представителей правительства сроком на четыре года.
С 2014 по 2016 год была советником в Комитете по коммунальному хозяйству Национального собрания.
С 2016 года до назначения в правительство была членом Центрального агентства государственных тендеров, членом Управления строящегося Мадинат Аль-Харир («Города шёлка»), членом Высшего комитета по структурному планированию при Кабинете министров, а также членом комитета жилищной стратегии Public Authority for Housing Welfare (PAHW).
11 декабря 2017 года назначена государственным министром по жилищным вопросам и государственным министром по вопросам услуг в правительстве под руководством шейха Джабера аль-Мубарак аль-Хамад ас-Сабаха. При перестановках в правительстве 25 декабря 2018 года назначена государственным министром по жилищным вопросам и министром общественных работ, сменила министра общественных работ Хусама ар-Руми, который подал в отставку из-за ущерба, причинённого наводнением из-за сильных ливней. Присутствовала на 74-й сессии Генеральной Ассамблеи ООН в Нью-Йорке 25 сентября 2019 года. 12 ноября 2019 года депутат Омар ат-Табтабаи направил запрос в форме интерпелляции Джанан Бушахри по поводу реализации государственных инфраструктурных проектов, в частности проекта дороги длиной 11 км Jamal Abdul Nasser Street в Эль-Кувейте. 10 депутатов от оппозиции выдвинули вотум недоверия Джанан Бушахри. После обсуждения в Национальном собрании Джанан Бушахри подала в отставку. В тот же день 10 депутатов от оппозиции выдвинули вотум недоверия министру внутренних дел Халеду аль-Джаррах ас-Сабаху. Правительство ушло в отставку 14 ноября.
22 июня 2022 года наследный принц Кувейта Машааль аль-Ахмед ас-Сабах объявил о роспуске Национального собрания, члены которого были избраны 5 декабря 2020 года. По результатам досрочных выборов 29 сентября Джанан Бушахри избрана депутатом Национального собрания Кувейта. Второй из двух женщин, победивших на выборах стала Алия аль-Халед. 19 марта 2023 года Конституционный суд Кувейта признал результаты выборов недействительными и потребовал восстановить состав Национального собрания, члены которого были избраны 5 декабря 2020 года. 2 мая наследный принц Кувейта Машааль аль-Ахмед ас-Сабах своим указом распустил состав Национального собрания, восстановленный по решению Конституционного суда.  По результатам досрочных выборов 6 июня Джанан Бушахри избрана депутатом Национального собрания Кувейта, стала единственной женщиной, прошедшей в Собрание.